# Øjvind Kyrø
Øjvind Kyrø (født 1952) er en dansk journalist, forfatter og tv-vært.
Kyrø er uddannet exam.art. i kristendomskundskab i 1978 på Københavns Universitet, og blev tillige i 1982 uddannet journalist fra Danmarks Journalisthøjskole. Han har været ansat som journalist på Weekendavisen. I en periode var han udenrigsredaktør på TV 2 Nyhederne. I tre år har han med bopæl i Chile arbejdet som Latinamerika-korrespondent for Weekendavisen, Berlingske og Dagbladet i Norge.

## Prisbelønninger
- Nairobi-prisen 2014